# زیارت (فیلم ۱۹۹۹)
زیارت (به انگلیسی: Vanaprastham) فیلمی محصول سال ۱۹۹۹ و به کارگردانی گاتام منون است. در این فیلم بازیگرانی همچون موهن لال، سوهاسینی مانیراتنام، ماتونار سانکارانکوتی، کوکوپاراماساوان ایفای نقش کرده‌اند.